# 군위 나씨
군위 나씨(軍威羅氏)는 대구광역시 군위군을 본관으로 하는 한국의 성씨이다.
시조 나문서(羅文瑞)는 고려에서 삼중대광(三重大匡)에 지냈으며 공을 세워 적라백(赤羅伯)에 봉해졌다.

## 참고 자료
- “군위나씨(軍威羅氏)”. 뿌리를 찾아서.[깨진 링크(과거 내용 찾기)]